# Naim Süleymanoğlu
Naim Süleymanoğlu, rođen kao Naim Suleimanov (bugarski Наим Сюлейманов) (Ptichar, Bugarska, 23. siječnja, 1967. - Istanbul, Turska 18. studenoga 2017.) je turski dizač utega.
Süleymanoğlu je višestruki olimpijski pobjednik, svjetski prvak i svjetski rekorder. Svjetskim prvakom je postao sedam puta, europskim prvakom šest puta, a različite svjetske rekorde je postavljao nevjerojatnih 46 puta.
Rođen kao pripadnik turske manjine u Bugarskoj, Süleymanoğlu je iskoristio vrlo dobre uvjete i dugu tradiciju dizanja utega u toj zemlji, da bi već s 16 godina oborio prvi svjetski rekord. On je jedan od rijetkih dizača utega u povijesti (jedan od ukupno četiri) koji je na službenom natjecanju uspio podići težinu tri puta veću od svoje vlastite. Zbog svoje tjelesne građe (visok samo 147 cm, a natjecao se u pero kategoriji) dobio je nadimak 'džepni Herkul'.

Preminuo je 17. studenog 2017. godine zbog postoperativnog izlijeva krvi na mozak nakon operacijskog zahvata transplantacije jetre od živog donora. Transplantaciju je trebao jer je cirozu jetre imao 2009. godine te mu je 25. listopada 2017. godine jetra prestala s radom.

Nakon pokopa mu je grob naknadno otvoren 4. srpnja 2018. godine da bi se ustanovilo očinstvo za dijete japanke Sekai Mori koja je tvrdila da je njezina kći njihovo zajedničko dijete. Izuzetim uzorkom DNA je ista tvrdnja i potvrđena te uz kći s japankom Sekai Mori, Süleymanoğlu ima još tri kćeri sa svojom suprugom turkinjom.

## Prelazak u Tursku
Süleymanoğlu je u Bugarskoj osjetio pritisak tadašnjeg komunističkog režima koji u toj zemlji nije priznavao etničke manjine. Čak mu je i ime promijenjeno u Naum Shalamanov. Nesretan zbog situacije, 1986. godine je nakon jednog natjecanja u Australiji pobjegao i zatražio tursko državljanstvo, koje mu je nakon brojnih političkih pritisaka i plaćanja odštete bugarskom savezu odobreno.

## Olimpijski nastupi
Prvi nastup na OI trebao je biti onaj na Igrama u Los Angelesu 1984. godine, ali je tada zbog bojkota zemalja istočnog bloka propala prilika da osvoji prvo olimpijsko odličje. Zato je na sljedećim trima Olimpijskim igrama superiorno osvajao zlatne medalje (Seul 1988., Barcelona 1992. te Atlanta 1996.). Iako je u tom periodu više puta najavljivao prekid karijere pa i uzimao dulje pauze od treninga i natjecanja, nastupio je i na Igrama u Sydneyu 2000., ali je ostao na tri neuspješna pokušaja te dakle bez plasmana.

## Vanjske poveznice
profil